# Anaxipha nigrellus
Anaxipha nigrellus är en insektsart som först beskrevs av Morgan Hebard 1928.  Anaxipha nigrellus ingår i släktet Anaxipha och familjen syrsor. Inga underarter finns listade i Catalogue of Life.